# San Jorge (Llimona)
San Jorge (en catalán: Sant Jordi), también conocida como estatua ecuestre de San Jorge (en catalán: estàtua eqüestre de Sant Jordi), San Jorge desnudo (en catalán: Sant Jordi nu) o San Jorge triunfante (en catalán: Sant Jordi triomfant), es una escultura situada en el distrito de Sants-Montjuïc de Barcelona, en la plaza que lleva igualmente el nombre del santo, también conocida como Mirador del Llobregat. Obra de Josep Llimona de 1924, fue colocada en el contexto de la urbanización de la montaña de Montjuïc efectuada para la celebración de la Exposición Internacional de 1929. Esta obra está inscrita como Bien Cultural de Interés Local (BCIL) en el Inventario del Patrimonio Cultural catalán con el código  08019/1780.

## Historia y descripción

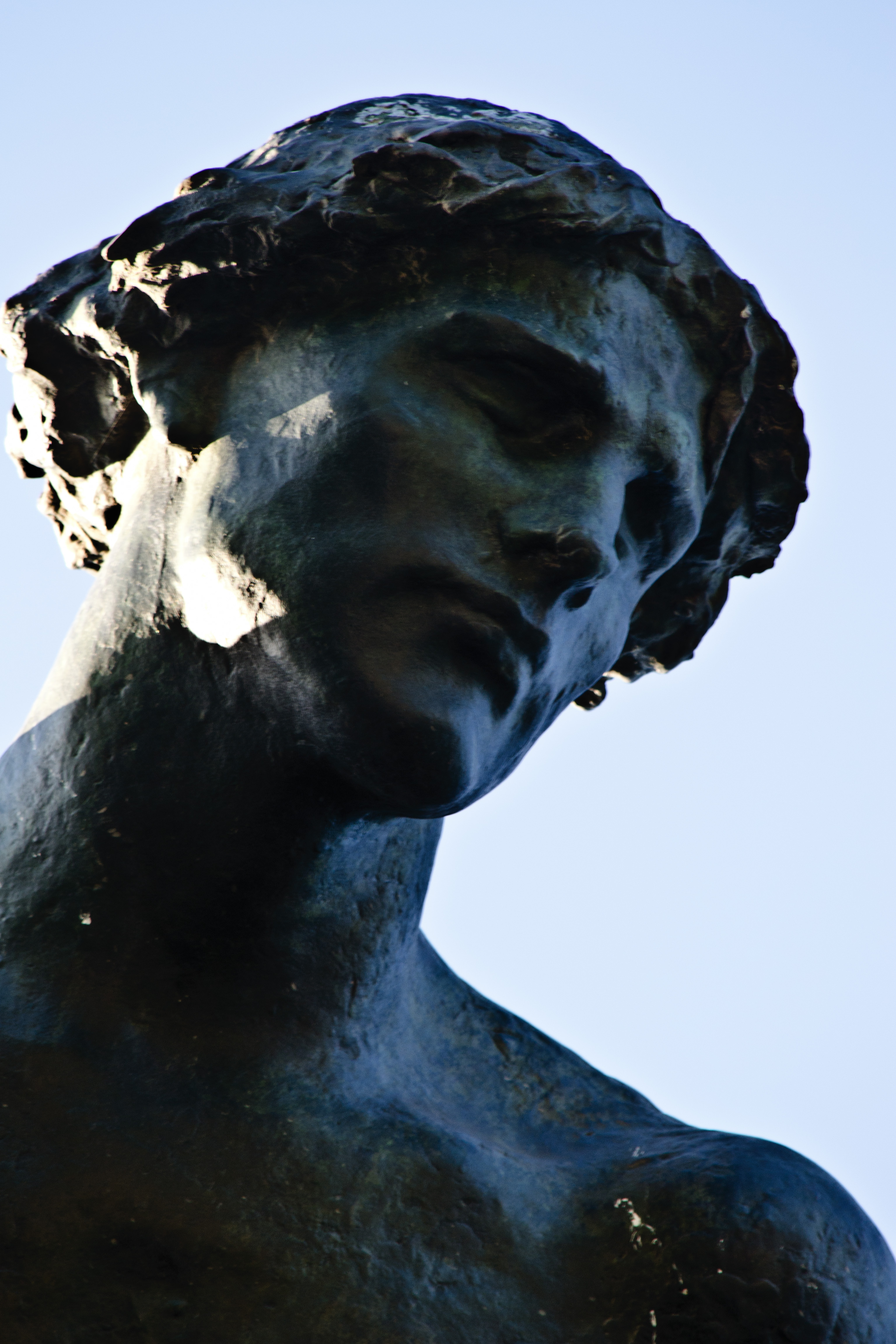
Detalle del rostro.

El diseño original de esta obra es de 1918, pero hasta 1924 no fue fundida en bronce y colocada en su emplazamiento, la plaza llamada entonces del Polvorín y rebautizada posteriormente con el nombre del santo, enfrente de la fuente de Ceres, obra de Celdoni Guixà. Dedicada al santo patrón de Cataluña, Llimona escogió la tipología de la estatua ecuestre, que ya le había dado buen resultado en su obra de 1888 A Ramón Berenguer III, efectuada en su época de estudiante y por la que obtuvo la medalla de oro en la Exposición Universal de 1888. El santo está representado desnudo, una iconografía poco habitual para la figura del famoso guerrero que salvó a la doncella del dragón. Según Ernest Lluch, el modelo para la figura fue el médico Francesc Duran Reynals, amigo de Llimona.
Llimona había hecho ya una escultura del santo de Capadocia en 1916 —conservada en el vestíbulo de la Casa de la Ciudad de Barcelona—, en esta ocasión de pie, semidesnudo —lleva tan solo una faldilla de cota de malla en la zona pélvica— y con una espada en las manos. En ambos casos está representado después de su lucha con el dragón, en actitud de reposo, con una emotividad contenida, sereno y elegante. En la obra de Montjuïc, el jinete se sitúa sobre el caballo sin silla de montar ni estribos, con una fusta en la mano y la otra apoyada en el lomo del animal. El corcel está igualmente en reposo, con las cuatro patas apoyadas en el suelo, ligeramente inclinado hacia adelante. La obra se halla sobre un pedestal de piedra de forma prismática, que debido a su altura ensalza todo el conjunto. La pieza fue ejecutada por la Fundición Gabriel Bechini. El monumento fue inaugurado el 30 de diciembre de 1924.